# 罗尔夫·彼得松
罗尔夫·彼得松（瑞典語：Rolf Peterson，1944年5月11日—），瑞典男子皮划艇运动员。他曾代表瑞典参加1964年、1968年和1972年夏季奥林匹克运动会皮划艇比赛，共获得一枚金牌和一枚银牌。